# Řidič slečny Daisy
Řidič slečny Daisy (v originále Driving Miss Daisy) je americká komedie a drama. Film režíroval Bruce Beresford a hlavními herci jsou Morgan Freeman, Jessica Tandy, Dan Aykroyd, Esther Rolle a Patti LuPone. Film měl premiéru v USA 15. prosince 1989. Snímek získal celkově čtyři Oscary – nejlepší film, herečka v hlavní roli, masky a adaptovaný scénář.
Přestože se Beresfordův film dotýká mnoha společenských problémů, jeho hlavním tématem je komplikovaný vztah obou hlavních postav. Řidič slečny Daisy vydělal přes 100 miliónů dolarů a stal se jedním z nejúspěšnějších filmů roku 1990.
Z rádia, které slečna Daisy ve filmu poslouchá, lze slyšet slavnou árii Měsíčku na nebi hlubokém z opery Rusalka Antonína Dvořáka v podaní proslulé slovenské operní pěvkyně Gabriely Beňačkové.

## Děj
Film vypráví o neobvyklém přátelství, které v padesátých a šedesátých letech 20. století spojilo v jižanském státě Georgie starou bělošskou dámu a jejího černošského šoféra. Jejich nikdy nepřiznaná náklonnost se odehrává na bázi malé soukromé války, která trvala celých 25 let.

## Obsazení
| Morgan Freeman  | Hoke Colburn         |
| Jessica Tandy   | Daisy Werthanová     |
| Dan Aykroyd     | Boolie Werthan       |
| Esther Rolle    | služebná Idella      |
| Patti LuPone    | Florine Werthan      |
| Jo Ann Havrilla | slečna McClatcheyová |

## Ocenění

### Oscar
Na 62. předávání cen Oscarů v roce 1989 film Řidič slečny Daisy získal celkově čtyři ceny z devíti nominací. Čtyři ceny byly: Nejlepší film, Nejlepší herečka v hlavní roli (Jessica Tandy), Nejlepší masky (Manlio Rocchetti, Lynn Barber a Kevin Haney) a Nejlepší adaptovaný scénář (Alfred Uhry). Zbývajících pět nominací zahrnovaly: Nejlepší mužský herecký výkon v hlavní roli (Morgan Freeman), Nejlepší mužský herecký výkon ve vedlejší roli (Dan Aykroyd), Nejlepší výprava (Bruno Rubeo, Crispian Sallis), Nejlepší kostýmy (Elizabeth McBride) a Nejlepší střih (Mark Warner).

### Další ceny
Film také získal tři Zlaté glóbusy (Nejlepší film, Nejlepší herec Morgan Freeman a Nejlepší herečka Jessica Tandy) v žánru komedie / muzikál. Roku 1989 snímek získal ocenění Writers Guild of America Award v kategorii nejlepší adaptovaný scénář. Ve Velké Británii byl film nominován na čtyři ceny BAFTA, kde Jessica Tandy vyhrála kategorii za nejlepší herečku. Na MFF Berlín 1990 obdržel snímek cenu Stříbrný medvěd pro herce a herečku.